# All People’s Party (Namibia)
Die All People’s Party (APP; zu Deutsch etwa Allgemeine Volkspartei) ist eine politische Partei in Namibia. Die Parteifarben sind schwarz und rot. Das Rot steht für eine gemeinsame Entschlossenheit und Mut, um sicherzustellen, dass das namibische Volk und das Land das Ziel der Gleichstellung, Gerechtigkeit, Wohlstand und die nationale Einheit in unserer Zeit sicherstellt. Das Schwarz stellt die wertvollen Ressourcen des Landes dar.
Das höchste Parteigremium ist der Zentrale Koordinierungsausschuss (Central Coordinating Committee), der aus 30 Mitgliedern besteht und durch einen nationalen Parteitag berufen wird.
Der Großteil der Mitglieder ist zur Parteigründung im Jahr 2008 von der SWAPO und den Kongressdemokraten zur APP übergelaufen. Unter ihnen der Parteipräsident Ignatius Shixwameni, ein früherer Stellvertretender Minister in der SWAPO-Regierung und sein Stellvertreter Stephanus Swartbooi.
Im August 2024 wurde eine neue Parteiführung gewählt. Ambrosius Kumbwa wurde Präsident, Linus Mutjila sein Vize und Faustinus Wakudumo wurde zum Generalsekretär gewählt.

## Wahlergebnisse
Quelle:

### Parlament
| Parlamentswahl | Stimmenanteile | Sitze |
| -------------- | -------------- | ----- |
| 2024           | 0,66 % ▼       | 1/96  |
| 2019           | 1,79 % ▼       | 2/96  |
| 2014           | 2,29 % ▲       | 2/96  |
| 2009           | 1,33 %         | 1/72  |

### Präsident
| Präsidentschaftswahl | Kandidat            | Stimmen | Stimmenanteil |
| -------------------- | ------------------- | ------- | ------------- |
| 2024                 | Ambrosius Kumbwa    | 5.197   | 0,47          |
| 2019                 | Ignatius Shixwameni | 3.304   | 0,40 %        |
| 2014                 | Ignatius Shixwameni | 7.266   | 0,82 %        |
| 2009                 | Ignatius Shixwameni | 9.981   | 1,23 %        |

### Regionen
| Regionalwahl | Sitze |
| ------------ | ----- |
| 2020         | 0/121 |
| 2015         | 0/121 |
| 2010         | 0/107 |

### Kommunen
| Kommunalwahl | Sitze |
| ------------ | ----- |
| 2020         | 1/345 |
| 2015         | 4/374 |
| 2010         | 3/330 |